# Rhodogeron
Rhodogeron es un género monotípico de plantas fanerógamas de la familia de las asteráceas. Su única especie: Rhodogeron coronopifolius, es originaria de Cuba.

## Taxonomía
Rhodogeron coronopifolius fue descrita por August Heinrich Rudolf Grisebach y publicado en  Catalogus plantarum cubensium . . . 152. 1866.
Sinonimia
- Sachsia coronopifolia (Griseb.) Anderb.[3]